# ۱۱-دهیدروترومبوکسان بی۲
۱۱-دهیدروترومبوکسان ب۲ (به انگلیسی: 11-Dehydrothromboxane B2) یک ترکیب شیمیایی با شناسه پاب‌کم ۵۲۸۰۸۹۱ است. که جرم مولی آن ۳۶۸٫۴۶ می‌باشد. ترومبوکسان بی۲ (Thromboxane B2) با فرمول شیمیایی C۲۰H۳۴O۶ یک ایکوزانوئید است.